# Haplophaedia aureliae
Calçadinho-esverdeado-do-norte ou calçudo-esverdeado (Haplophaedia aureliae) é uma espécie de ave da família Trochilidae (beija-flores).
Pode ser encontrada nos seguintes países: Colômbia, Equador e Panamá.
Os seus habitats naturais são: regiões subtropicais ou tropicais húmidas de alta altitude e florestas secundárias altamente degradadas.